# Тернопольский комбинат хлебопродуктов
Тернопольский комбинат хлебопродуктов (укр. Тернопільський комбінат хлібопродуктів) — предприятие пищевой промышленности в городе Тернополь.

## История
Предприятие возникло после вхождения Западной Украины в состав СССР в сентябре 1939 года, когда в Тарнополе был создан пункт «Заготзерно», который осуществлял заготовку зерна, фуража и сена.
В ходе боевых действий Великой Отечественной войны и в период немецкой оккупации предприятие пострадало, но уже в 1944 году было восстановлено и возобновило работу как контора «Заготзерно».
В 1960е годы было проведено расширение предприятия - построены административный корпус, механическая мастерская, новые склады, установлены поточные линии приёмки и отгрузки зерна, две зерносушилки (ДСП-32 и ДСП-32-2). Также в состав предприятия была включена находившаяся в Тернопольском районе мельница 1908 года постройки.
В 1975 году Совет министров УССР принял решение о сооружении в Тернополе современного комплекса по переработке зерна в составе мельницы, складов бестарного хранения зерна на 2,5 тыс. тонн, зернового склада для хранения зерна в мешках и элеватора. После завершения строительства и введения в эксплуатацию новых производственных мощностей 20 марта 1981 года Тернопольская реализационная база хлебопродуктов была переименована в Тернопольский комбинат хлебопродуктов.
После провозглашения независимости Украины комбинат перешёл в ведение Министерства сельского хозяйства и продовольствия Украины.
В марте 1995 года Верховная Рада Украины внесла комбинат в перечень предприятий, приватизация которых запрещена в связи с их общегосударственным значением.
После создания в августе 1996 года государственной акционерной компании «Хлеб Украины» комбинат стал дочерним предприятием ГАК «Хлеб Украины».
2003 год КХП завершил с убытком в размере 520,4 тыс. гривен, 2004 год - с убытком 609,4 тыс. гривен.
В 2005 году КХП переработал 6900 тонн зерна (в основном пшеницы) и завершил 2005 год с убытком 1554,7 тыс. гривен.
В первом квартале 2006 года хозяйственное положение КХП стабилизировалось. В апреле 2006 года численность работников предприятия составляла 180 человек.
11 августа 2010 года комбинат вошел в состав Государственной продовольственно-зерновой корпорации Украины.
В 2014 году общая численность работников предприятия составляла 147 человек.
27 апреля 2016 года премьер-министр Украины В. Б. Гройсман вынес на рассмотрение Верховной Рады Украины законопроект о возможности приватизации 374 предприятий сельскохозяйственной и транспортной отраслей (в том числе, Тернопольского КХП).
В 2016 году на КХП были установлены автоматические пробоотборники производства итальянской компании "Stork".

## Современное состояние
Основными функциями предприятия являются хранение и переработка зерновых культур (основные культуры хранения - пшеница, рожь, кукуруза, ячмень и рапс), также КХП производит помол муки и осуществляет расфасовку муки и зерна в мешки и пакеты для предприятий розничной торговли.
Общий рабочий объем хранения КХП составляет 40,7 тыс. тонн зерна (элеватор на 31,6 тыс. тонн и 9,1 тыс. тонн складского хранения), производственные мощности обеспечивают возможность приёмки и отгрузки до 400 тонн зерна с использованием автомобильного транспорта и до 420 тонн зерна в сутки железнодорожным транспортом.